# Syntroleum
Syntroleum – amerykańskie dawne (1984-2014) przedsiębiorstwo zajmujące się B+R oraz wdrożeniem technik otrzymywania ciekłych paliw syntetycznych z węgla (CTL, ang. coal to liquid) i gazu ziemnego (GTL, ang. gas to liquid).